# Bayi Rockets
O Bayi Shuanglu Dianchi Rockets é um clube profissional de basquetebol chinês sediado em Ningbo, Zhejiang. A equipe disputa a divisão sul da Chinese Basketball Association .

## História
Foi fundado em 1955.

## Notáveis jogadores
- Mu Tiezhu (1973–1988)
- Wang Fei (Head coach: 1994–2001)
- Adiljan Jun (1986–2000, Assisstente: 2000–2001, Treinador: 2001–)
- Li Nan (1994–2009)
- Liu Yudong (1995–2005)
- Wang Zhizhi (1995–2001, 2006–2015)
- Mo Ke (2001–2014)
- Wang Lei (2007–2015)